# Ranodon sibiricus
Ranodon sibiricus är en groddjursart som beskrevs av Kessler 1866. Ranodon sibiricus är ensam i släktet Ranodon som ingår i familjen vinkelsalamandrar. Inga underarter finns listade i Catalogue of Life.

## Utseende
Vuxna exemplar har förminskade lungor. Det finns två från varandra skilda uppsättningar av tänder på plogbenet. Beroende på habitat varierar kroppsfärgen mellan gulbrun, mörk olivgrön och grågrön. Några exemplar har glest fördelade mörka punkter på kroppen. Djuret har en vid spetsen eller över hela längden avplattad svans som ungefär är lika lång som huvud och bål tillsammans. Individer av hankön har kraftigare huvud och extremiteter.

## Utbredning
Denna salamander förekommer i bergstrakter i provinsen Xinjiang i Kina samt i Kazakstan. Den vistas vanligen i regioner som ligger 1500 till 2500 meter över havet. Ibland når den 3200 meter höjd. Regionen är täckt av barrskog.

## Ekologi
Individerna lever i kyliga små vattendrag med vattentemperaturer under sommaren av +5 till +18 °C. Vanligen förekommer bara ett fåtal individer inom ett område men vid goda förhållanden kan 12 eller några fler exemplar hittas per 100 meter. Födan för vuxna individer består till 36 till 74 procent av små vattenlevande djur. De lever därför halvakvatiska. Grodynglen äter nästan uteslutande vattenlevande ryggradslösa djur.
Vuxna exemplar börjar sin vinterdvala mellan slutet av september och början av oktober beroende på vattendragets höjdläge. De blir åter aktiva mellan slutet av april och början av juni. Parningen sker kort efteråt eller under tiden fram till augusti. Honan lägger äggen i två höljen som är sammanlänkade med en slemmig stav. Med hjälp av staven fästas båda höljen på en sten och i varje fodral finns 38 till 53 ägg. Efter att äggen kläcks övervintrar larverna minst en gång eller uppskattningsvis två gånger.
Ranodon sibiricus söker inte människans närhet men den hittas ibland i vattendrag intill betesmarker för nötkreatur.

## Status
Några individer fångas illegalt och hölls som sällskapsdjur.
Arten är sällsynt och den har ett litet utbredningsområde som är mindre än 500 km² stort. Den kinesiska populationen uppskattades året 2004 med 6000 exemplar. Beståndet minskar på grund av habitatförstöring och det är uppdelat i flera från varandra skilda populationer. IUCN listar Ranodon sibiricus som starkt hotad (EN).